# Wahlkreis Motherwell, Wishaw and Carluke
Der Wahlkreis Motherwell, Wishaw and Carluke ist ein Wahlkreis (englisch constituency) für die Wahl eines Abgeordneten des britischen Unterhauses (House of Commons).

## Ergebnisse

### Parlamentswahl 2024
| Kandidaten           | Kandidaten        | Parteien                   | Stimmen | %    |
| -------------------- | ----------------- | -------------------------- | ------- | ---- |
|                      | Pamela Nash       | Labour Party               | 19.168  | 49,1 |
|                      | Marion Fellows    | Scottish National Party    | 12.083  | 31,0 |
|                      | Robert McLaughlan | Reform UK                  | 3.004   | 7,7  |
|                      | Oyebola Ajala     | Conservative Party         | 2.415   | 6,2  |
|                      | Gordon Miller     | Scottish Green Party       | 1.200   | 3,1  |
|                      | Hayley Bennie     | Liberal Democrats          | 822     | 2,1  |
|                      | Gus Ferguson      | British Unionist Party     | 158     | 0,4  |
|                      | Neil Wilson       | UK Independence Party      | 110     | 0,3  |
|                      | Ross Hagen        | Scottish Libertarian Party | 66      | 0,2  |
| Gesamt               | Gesamt            | Gesamt                     | 39.026  | 100  |
|                      |                   |                            |         |      |
| Ungültige Stimmen    | Ungültige Stimmen | Ungültige Stimmen          | 125     | 0,3  |
| Wähler               | Wähler            | Wähler                     | 39.151  | 54,5 |
| Wahlberechtigte      | Wahlberechtigte   | Wahlberechtigte            | 71.777  |      |
|                      |                   |                            |         |      |
| Quelle: UK Parlament |                   |                            |         |      |